# 半正鑲嵌圖
在幾何學中，半正鑲嵌圖是一種平面密鋪，是重複排列組合2種或以上正多邊形，並讓圖形完全占滿整塊平面，而且沒有空隙或重疊。
半正鑲嵌圖總共只有8種：扭稜六邊形鑲嵌、截半六邊形鑲嵌、異扭稜正方形鑲嵌、扭稜正方形鑲嵌、小斜方截半六邊形鑲嵌、截角正方形鑲嵌、截角六邊形鑲嵌和大斜方截半六邊形鑲嵌，能構成半正鑲嵌圖的多邊形只有5種：正三角形、正方形、正六邊形、正八邊形和正十二邊形。
半正鑲嵌圖和正鑲嵌圖之關係就如同半正多面體和正多面體。
另外，有時會稱半正鑲嵌圖為阿基米德鑲嵌（Archimedean tilings）、正鑲嵌圖為柏拉圖鑲嵌（Platonic tilings）。

## 半正鑲嵌圖
| 名稱                            | 半正鑲嵌圖 （阿基米德鑲嵌） | 對偶             |
| ------------------------------- | --------------------------- | ---------------- |
| 截角正方形鑲嵌（4.8.8）         |                             | 四角化正方形鑲嵌 |
| 扭稜正方形鑲嵌（3.4.3.4.3）     |                             | 開羅五邊形鑲嵌   |
| 截半六邊形鑲嵌（3.6.3.6）       |                             | 菱形鑲嵌         |
| 截角六邊形鑲嵌（3.12.12）       |                             | 三角化三角形鑲嵌 |
| 小斜方截半六邊形鑲嵌（3.4.6.4） |                             | 鳶形鑲嵌         |
| 大斜方截半六邊形鑲嵌（4.6.12）  |                             | 四角化菱形鑲嵌   |
| 扭稜六邊形鑲嵌（3.3.3.3.6）     |                             | 花形五邊形鑲嵌   |
| 異扭稜正方形鑲嵌（3.3.3.4.4）   |                             | 柱形五邊形鑲嵌   |